# Louis Neillot
Louis Neillot est un peintre français, né à Vichy (Allier) le 11 février 1898 et mort au Kremlin-Bicêtre le 24 décembre 1973. Il se rattache au courant du fauvisme.

## Biographie
Louis Neillot est le fils d'un jardinier-fleuriste, Jean Neillot, et de Louise Barghon. Il est mobilisé à la fin de la Première Guerre mondiale ; après avoir été gazé, il est réformé. Il s'installe à Paris et commence à fréquenter les milieux artistiques et littéraires de la capitale. Il revenait l'été en Bourbonnais, où il s'inspirait des paysages ; il séjourna d'abord près de Cusset, puis de 1946 à 1958 à Creuzier-le-Neuf ; enfin, à partir de 1958, il venait passer plusieurs mois par an au Verger, une maison qu'il possédait à Saulcet. Mais les paysages de la région parisienne sont aussi présents dans son œuvre : hauteurs de Clamart et de Meudon, vallée de Chevreuse, vallée du Petit Morin.
Il a été l'un des occupants de La Ruche (1928-1934). Il s'installe ensuite 65, boulevard Arago, à la Cité fleurie, où il reste presque jusqu'à la fin de sa vie. Il est l'ami de Jean Dreyfus-Stern.
Il a été vice-président du Salon des indépendants (où il exposait régulièrement). Il expose aussi au Salon d'automne et au Salon des Tuileries.
Lorsqu'il meurt en 1973, il est considéré comme le « dernier représentant du fauvisme ».
Il est inhumé au cimetière de Saulcet, près de Saint-Pourçain-sur-Sioule.

## Œuvre
Son œuvre comprend principalement des natures mortes, des paysages et des nus, ainsi que les fleurs et les arbres de son jardin du Verger. Elle se signale par la puissance des couleurs, mais aussi par une forte structuration où se note l'influence de Cézanne, qu'il admirait particulièrement.
Neillot a aussi illustré des livres, comme Le Sel de la terre de Raymond Escholier en 1937 ou Les Anges noirs de François Mauriac en 1938.
Une salle du musée municipal de Vichy lui est consacrée (salle Neillot).

## Expositions
- Madrid, 1933[6].
- Association Florence Blumenthal, Paris, 1934.
- Rétrospective d'une centaine d'œuvres, galerie Delarue, Paris, 1997.

## Récompenses
Louis Neillot a été honoré par le prix Blumenthal en 1932.
Il a reçu le prix international de l'affiche touristique, Catane et Rome, 1979.

## Hommages
L'école primaire de Creuzier-le-Neuf (Allier) porte son nom depuis 2005, ainsi qu'un square à Vichy (1976), un jardin public à Montluçon (1980) et une rue au Vernet (1982) et à Saulcet (2004).